# Благодатное (Павлодарская область)
Благодатное (каз. Благодатное) — упразднённое село в Железинском районе Павлодарской области Казахстана. Входит в состав Михайловского сельского округа. Код КАТО — 554253200. Ликвидировано в 2018 году.

## Население
В 1999 году население села составляло 193 человека (94 мужчины и 99 женщин). По данным переписи 2009 года, в селе проживало 55 человек (29 мужчин и 26 женщин).